# Tethina lusitanica
Tethina lusitanica is een vliegensoort uit de familie van de Canacidae. De wetenschappelijke naam van de soort is voor het eerst geldig gepubliceerd in 2009 door Munari, Almeida, Andrade.